# جون دنيس (سياسي أمريكي)
جون دنيس (بالإنجليزية: John Dennis)‏ هو سياسي أمريكي، ولد في 31 يوليو 1917، وتوفي في 15 فبراير 2000. حزبياً، نشط في الحزب الديمقراطي. وقد انتخب عضو مجلس ولاية ميزوري.